# 冈崎胜男
冈崎胜男（日语：／ Okazaki Katsuo，1897年7月10日—1965年10月10日），是日本政治人物，前内阁官房长官、外务大臣。他追隨吉田茂加入民主自由党、自由党，并最终见证了自由民主党的成立，成为党内吉田派人物。他是吉田茂内阁中处理对美国关系的重要人物。他也是上海公共租界最后一位总董、上海最后一位外籍长官（法租界早于公共租界1天归还汪精卫政权），也是唯一一位日籍公共租界总董、唯二生在日本及生在横滨的公共租界总董。

## 早年
1897年（明治三十年）7月10日生于神奈川县横滨市。他是家中第十个儿子，父亲冈崎安之助以经营米屋为生。他的长兄岡崎久次郎大他23岁，同他一样是日本政界人物，曾任帝国议会众议员，并且是富士自行车的创始人。
他先后就读于厚木中学、第一高等学校，1922年（大正11年）毕业于东京帝国大学经济学部。他在东大就读时学习法律，并在毕业后进入日本外务省工作。

## 运动生涯
早在1920年，还在大学期间，冈崎胜男便以4′28.2″的成绩在全国男子1500米跑的比赛中夺冠。1921年远东运动会上他以4′40.2″秒的成绩在一英里（1609.35米）跑项目上夺冠，並在880码（804.672米）跑项目上获得亚军。到了下一届的1923年大阪远东运动会，他以4′39.4″的成绩卫冕了一英里跑冠军，并以2′2.2″的成绩在880码跑项目上夺冠。
1924年，由于被外务省派驻巴黎，因而参加了1924年巴黎夏季奥运会，报名了1500米、5000米、10000米和4*400米接力赛，但只参加了5000米赛跑，并在决赛上中途晕倒，未能完成比赛。他的很多家庭成员，如妻子和孙女，都有运动员的生涯经历。

## 职业生涯

### 早期外交经历
30年代初（昭和初年间），在日本驻美大使馆任二等秘书。南京沦陷后任驻南京总领事。1938年（十三年），在中日全面开战日本撤回领事后任第一任重新派驻的广东总领事。1939年（十四年）调任驻香港总领事。1941年（十六年）1月赴加尔各答任驻加尔各答总领事。12月珍珠港事件爆发，英国及各领地对日宣战，驻加尔各答总领事馆等日本驻英（及各领地）使领馆闭馆，因而离任。伴随珍珠港事件英美等国对日宣战而来的，还有日本与英美在上海公共租界的进一步摩擦，最终，日军占领了公共租界。

### 上海工部局
1942年（昭和十七年）1月，英籍总董李德尔辞职并被日军囚禁在上海；3月，总裁兼总办菲利普斯同样辞职。冈崎胜男被任命接任总董和总裁职务，与总办寺冈洪平搭档管理工部局事务。他甫一上任，将工部局的经济模式从不干预经济改为统制经济，并称将租界交还中国是重大使命。1943年（十八年）8月1日，冈崎胜男出席公共租界交还大会，公共租界正式交还中国。

### 日本投降

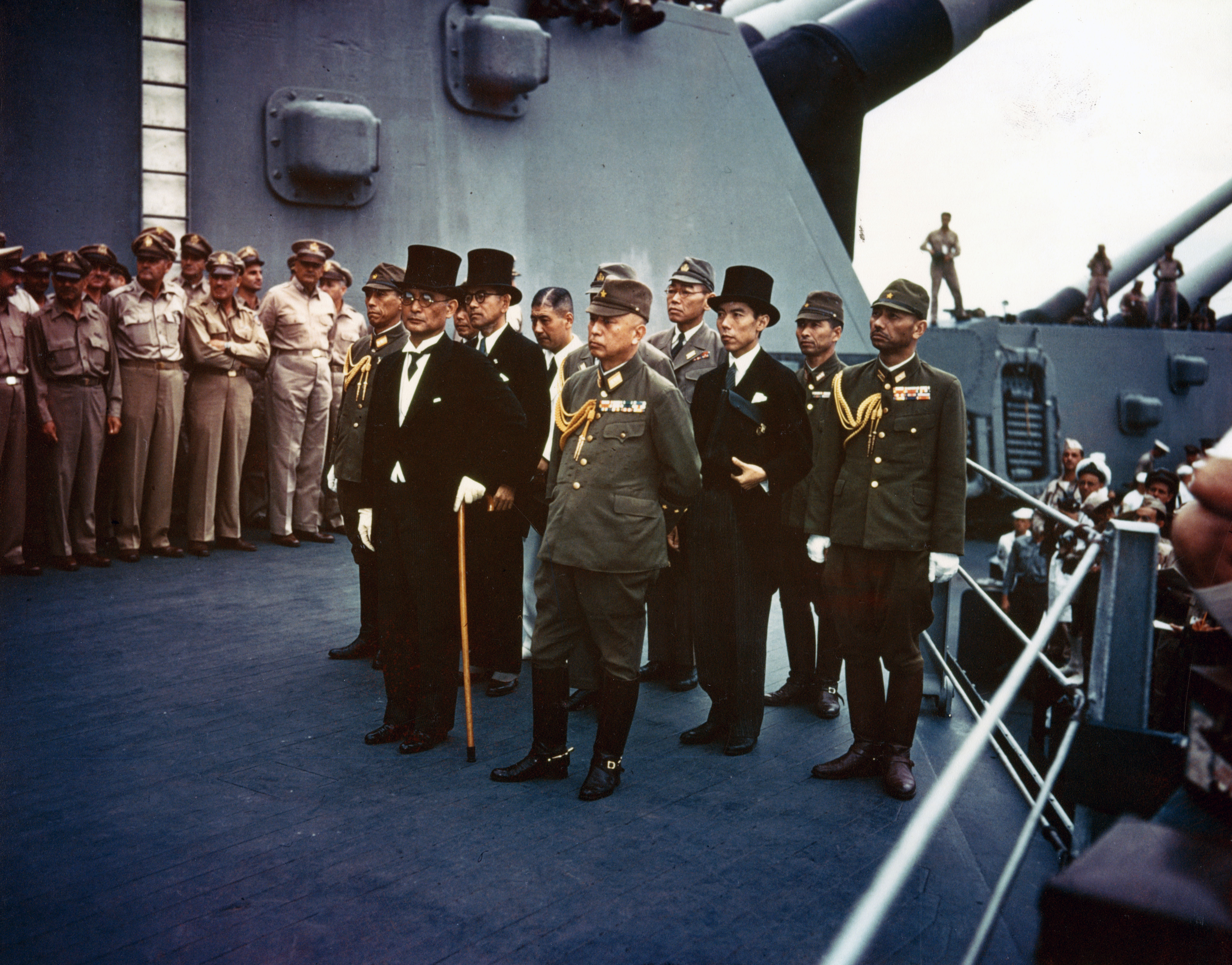
1945年9月2日在密苏里号投降仪式上的日方代表。冈崎胜男在第二排左数第二个（戴高帽者）。

尽管日本在上海租界逐步逼近并最终彻底占领了上海全境，但太平洋战争和英美的对日宣战事实上让日本陷入了颓势。最终1945年（昭和二十年）日本投降，时任外务省调查局长的冈崎胜男负责与驻伊江岛美军就投降事宜进行协商与谈判。9月2日，他作为日方代表在密苏里号上出席正式投降仪式。此后他成为终战联络中央事务局长。

## 参政

### 战后
1945年币原内阁伊始，吉田茂出任外务大臣，冈崎胜男有去意，借战后人事重组机会向吉田茂递交了辞呈，但被电话挽留，于是虽然去职，仍为吉田茂做助理。1946年（昭和二十一年）众议院改选，（旧）自由党胜选，但由于党魁鸠山一郎被公职追放，将政权委托给吉田茂，吉田茂组阁后，冈崎胜男回到外务省，任总务局长及事务次官（时外务大臣仍由吉田茂本人兼任）。

### 入阁
1949年（昭和二十四年），冈崎胜男当选众议员，并任众议院外交委员长，其所在的吉田茂领导的民主自由党也再度胜选，冈崎胜男在这一次内阁末期出任内阁官房长官，开启入阁生涯。1952年（二十七年），以国务大臣的身份负责协商日美行政协定。旋即于4月30日被任为外相。

### 外相
担任外相前后，冈崎胜男被认为是吉田茂亲美外交路线的忠实执行者。
1953年（昭和二十八年），参议员高良富子欲就日本遗孤事宜赴华进行民间协商，由于当时美苏关系紧张，中国被视为被共匪占领的国家，因而外务省一度拒绝为高良富子签发护照，引发日本民间舆论哗然，而后外务省不得不因此妥协准她访华。
1954年（二十九年）3月，冈崎胜男作为外相与美国签订日美互卫协定。
4月，因在冈崎胜男支持下的美国比基尼环礁核试验导致第五福龙丸船员遭受辐射感染，引起日本民间舆论不满，为防止舆论倾向升级为反美导向，从而被苏联所用，日美迅速就此达成赔偿协议。

### 引退
鸠山一郎被解除公职追放后，与吉田茂发生权力纠纷。最终吉田茂于1954年（昭和二十九年）辞职，鸠山一郎拜相组阁。鸠山一郎未邀请冈崎胜男续任，冈崎胜男也在次年众议院选举中落选。
1961年（三十六年）他被任日本驻联合国大使，这一任命被视为试图增强日本在联合国影响力的举动。在联合国期间，他曾反对中华人民共和国进入联合国（恢复在联合国权益）。
1963年（三十八年）6月解任驻联合国大使，后返日再度参加众议院选举，并再度落选，宣告从政界引退。此后再未活动于日本政坛。

## 晚年
1965年（昭和四十年）10月10日在东京因胃溃疡去世，享年68岁。

## 争议

### 选举作弊争议
1952年（昭和二十七年）9月1日，冈崎胜男被怀疑在藤泽站前的旅馆里宴请1000名选民。横滨市警察介入调查，次年9月2日，横滨最高检决定不起诉。

## 荣誉

### 日本勋章奖章
- 勋一等旭日桐花大绶章（正三位，死后追赠）

## 家庭生活
父亲冈崎安之助，经营米店为生。长兄冈崎久次郎是富士自行车的创始人，50年代初（昭和二十年代末），冈崎胜男也成为富士自行车的社长。
同他本人一样，他的家庭中也有很多有运动经历的成员。他的妻子冈崎岛子（婚前称前田岛子）是子爵前田利定（前田氏七日市藩当主，递信大臣，农商务大臣，贵族院预算委员长）的次女。岛子是网球运动员，曾出场温布尔登锦标赛。
他和妻子岛子育有一男一女，分别是冈崎太郎和冈崎婌子。冈崎婌子曾是游泳和划艇运动员。
冈崎婌子（婚后伊奈婌子）育有一女伊奈恭子是花滑运动员，她于1994—2002年间曾三度代表美国参加冬奥，曾在2002年长野世界花滑锦标赛上获得季军，并三度获得美国花滑锦标赛冠军。